# Plan Siniora
Le plan Siniora est un plan rédigé et publié par Hanna Siniora le 14 janvier 1988 lors de l'Intifada qui regroupe les revendications du soulèvement .

## Préparation
La première réunion publique sur le plan Siniora se tient à l'hôtel National Palace le 4 janvier 1988 avec une dizaine de participants. Siniora proposa une campagne de désobéissance civile. Siniora est accusé de vouloir transformer l'Intifada en une grosse farce . La moitié des participants participent à la seconde session le lendemain .

## Plan
1. Annulation des lois d'exception
2. Abandon de la politique de la poigne de fer
3. libération de tous les détenus arrêtés pendants l'Intifada notamment les mineurs
4. Annulation des arrêtés d'expulsion
5. Levée du siège dans les camps de réfugiés
6. Mise en place d'une force internationale remplaçant Tsahal
7. Arrêt de la construction de nouvelles colonies et l'expropriation des terres palestiniennes
8. Garantie du statut des lieux saints de Jérusalem
9. Annulation de toutes taxes imposées à la population palestinienne
10. Autorisation des organisations publiques et appel à des élections municipales supervisées par une autorité neutre
11. Annulation de toutes les restrictions en matière de construction de forge de puits d'industrialisation dans les territoires et fin des discriminations contre la production palestinienne
12. Autorisation des contacts avec l'OLP
13. Droits des représentants des territoires à participer au Conseil national palestinien

## Réaction

### Réaction palestinienne
Côté palestinien son plan ne suscite aucun enthousiasme .Les responsables palestiniens craignaient en effet la réponse israélienne. Certains pensaient que le plan qu'un boycott entrainerait la famine dans les territoires. D'autres le voyait comme une provocation de l'administration civile et d'autres prennent Siniora pour cible. Le plan passe dans l'oubli car il n'est pas considéré par les Palestiniens comme les revendications de l'Intifada.

### Réaction israélienne
Dès que le plan Siniora officiellement connu les services de sécurité israélienne commencent à chercher une réponde adapté. La première recommandation fut d'arrêter pas moins de 17 des participants aux premières réunions ce que refusa le procureur général car selon lui il n'existe aucune preuve liant ces hommes à des actes répréhensibles. Des mesures d'intimidation sont alors prises. Les forces de l'ordre s'installe autour des bureaux d'al-Fajr, journal dirigé par Hanna Siniora.
4 participants à la conférence du 14 janvier sont arrêtés pendant quelques heures et les autres sont interrogés.

## Documentation
- Zeev Schiff, Yaari Ehud, Intifada, Simon & Schuster,  (ISBN 978-0-671-71053-8)